# Perilissus dubius
Perilissus dubius är en stekelart som beskrevs av Jacobs och Tosquinet 1890. Perilissus dubius ingår i släktet Perilissus och familjen brokparasitsteklar. Inga underarter finns listade i Catalogue of Life.